# Taeniodera minangae
Taeniodera minangae är en skalbaggsart som beskrevs av Jakl och Krajcik 2004. Taeniodera minangae ingår i släktet Taeniodera och familjen Cetoniidae. Inga underarter finns listade i Catalogue of Life.